# Karroosångare
Karroosångare (Curruca layardi) är en afrikansk fågel i familjen sylvior inom ordningen tättingar.

## Utseende och läten
Karroosångaren är en rätt kraftig, medelstor (13 cm) och mörk sångare med korta och rundade vingar, lång stjärt samt kort och kraftig, något böjd näbb. Den liknar rostgumpad sångare, men är blekare och har vitaktig istället för rostfärgad undergump. Vidare är strupen mindre tydligt streckad. Ljust öga kontrasterar med det mörka huvudet. Även sången liknar rostgumpad sångare, ett klart "pee-pee-cheeri-cheeri".

## Utbredning och systematik
Karroosångare delas in i fyra underarter med följande utbredning:
- layardi – förekommer i sydvästra Sydafrika (södra Kapprovinsen)
- aridicola – Namibia samt västra och centrala Sydafrika
- barnesi – Lesotho
- subsolana – sydcentrala Sydafrika (Great Karoo och Little Karoo)

### Släktestillhörighet
Tidigare placerades den i släktet Parisoma och behandlades som en medlem av familjen timalior. Genetiska studier visar dock att den är en del av sylviorna. Där placerades den initialt i släktet Sylvia. Enligt studier från 2019 består dock Sylvia av två klader som skildes åt för hela 15 miljoner år sedan. Dessa delas allt oftare upp i två skilda släkten, varvid karroosångaren förs till Curruca.

## Levnadssätt
Karroosångaren hittas i snår i karroo, på savann och i kustnära buskage, ofta i klippiga och kuperade områden. Fågeln är huvudsakligen insektsätare, men den har även noterats ta frukt som fikon och frön. Fågeln häckar mellan juli och januari, framför allt oktober–november. Arten är troligen stannfågel.

## Status och hot
Arten har ett stort utbredningsområde och en stor population med stabil utveckling och tros inte vara utsatt för något substantiellt hot. Utifrån dessa kriterier kategoriserar internationella naturvårdsunionen IUCN arten som livskraftig (LC). Världspopulationen har inte uppskattats men den beskrivs som lokalt ganska vanlig till vanlig.

## Namn
Karroo, eller karoo, är ett stäpp- och halvökenområde i södra och västra Sydafrika. Fågelns vetenskapliga artnamn hedrar Edgar Leopold Layard (1824-1900), engelsk diplomat och tjänsteman verksam i Ceylon, Kapkolonin, Nya Kaledonien och Brasilien men också naturforskare och upptäcktsresande i Melanesien.